# Letland van A tot Z

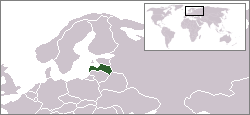
Locatie van Letland

## Aardrijkskunde

### Aardrijkskunde: Gemeenten en plaatsen
Ādažu novads -
Aglona (plaats) -
Aglonas novads -
Aizkraukle (stad) -
Aizkraukles novads -
Aizputes novads -
Aknīstes novads -
Alojas novads -
Alsunga -
Alsungas novads -
Alūksne -
Alūksnes novads -
Amatas novads -
Apes novads -
Auces novads -
Babītes novads -
Baldone -
Baloži -
Baltinavas novads -
Balvu novads -
Bauska (stad) -
Bauskas novads -
Beverīnas novads -
Brocēnu novads -
Burtnieku novads -
Carnikavas novads -
Cēsis (stad) -
Cēsu novads -
Cesvaines novads -
Ciblas novads -
Dagdas novads -
Daugavpils -
Daugavpils novads -
Dobele (stad) -
Dobeles novads -
Dundagas novads -
Durbes novads -
Engures novads -
Ērgļu novads -
Garkalnes novads -
Grobiņa -
Grobiņas novads -
Grāveri -
Gulbene (stad) -
Gulbenes novads -
Iecavas novads -
Ikšķiles novads -
Ilūkste -
Ilūkstes novads -
Inčukalna novads -
Jaunjelgavas novads -
Jaunpiebalgas novads -
Jaunpils novads -
Jēkabpils -
Jēkabpils novads -
Jelgava -
Jelgavas novads -
Jūrmala -
Kandavas novads -
Kārsavas novads -
Kastuļina -
Ķeguma novads -
Ķekavas novads -
Kocēnu novads -
Kokneses novads -
Krāslava (stad) -
Krāslavas novads -
Krimuldas novads -
Krustpils novads -
Kuldīga -
Kuldīgas novads -
Lielvārdes novads -
Liepāja -
Līgatnes novads -
Limbažu novads -
Līvāni -
Līvānu novads -
Lubānas novads -
Ludza -
Ludzas novads -
Madona (stad) -
Madonas novads -
Mālpils novads -
Mārupes novads -
Mazsalacas novads -
Mērsraga novads -
Naukšēnu novads -
Neretas novads -
Nīcas novads -
Nida -
Ogre (stad) -
Ogres novads -
Olaines novads -
Olaine -
Ozolnieku novads -
Pārgaujas novads -
Pāvilostas novads -
Pļaviņu novads -
Preiļu novads -
Priekules novads -
Priekuļu novads -
Raunas novads -
Rēzekne -
Rēzeknes novads -
Riebiņu novads -
Riga -
Rojas novads -
Ropažu novads -
Rucavas novads -
Rugāju novads -
Rūjienas novads -
Rundāles novads -
Salacgrīva -
Salacgrīvas novads -
Salas novads -
Salaspils -
Salaspils novads -
Saldus (stad) -
Saldus novads -
Saulkrastu novads -
Sējas novads -
Sigulda (stad) -
Siguldas novads -
Skrīveru novads -
Skrundas novads -
Smiltenes novads -
Steden in Letland -
Stopiņu novads -
Strenču novads -
Subate -
Talsi (stad) -
Talsu novads -
Tērvetes novads -
Tukums (stad) -
Tukuma novads -
Vaiņodes novads -
Valka -
Valkas novads -
Valmiera -
Valmieras novads -
Varakļānu novads -
Vārkavas novads -
Vecpiebalgas novads -
Vecsēlpils -
Vecumnieku novads -
Ventspils (stad) -
Ventspils novads -
Viesītes novads -
Viļakas novads -
Viļānu novads -
Zilupes novads

### Aardrijkskunde: Provincies en landstreken
Koerland -
Letgallen -
Lijfse kust -
Oost-Europees Platform -
Selië -
Semgallen -
Vidzeme

### Aardrijkskunde: Water
Burtnieks -
Engure-meer -
Gauja -
Golf van Riga -
Ķīšezers -
Lielupe -
Lubāns-meer -
Meer van Alūksne -
Mēmele -
Oostzee -
Rāzna-meer -
Rivieren in Letland -
Salaca -
Svēte -
Usma-meer -
Venta (rivier) -
Waterkrachtcentrale Ķegums -
Waterkrachtcentrale Riga -
Westelijke Dvina

### Aardrijkskunde: Overig
Baltische staten -
Biosfeerreservaat Noord-Vidzeme -
Daugavgrīva -
Gaiziņkalns -
ISO 3166-2:LV -
Kaap Kolka -
Karosta -
Letland -
Nationaal park Gauja -
Nationaal park Ķemeri -
Nationaal park Rāzna -
Nationaal park Slītere -
Nationale parken in Letland -
Natuurreservaat Grīnis -
Natuurreservaat Krustkalni -
Natuurreservaat Moricsala -
Natuurreservaat Teiča -
Natuurreservaten in Letland -
Nidaveen -
Nieuwe Stad (Riga) -
Oude Stad (Riga) -
Teičaveen

## Cultuur
Aarzemnieki -
Aitvaras -
Baltische mythologie -
Baltische talen -
Bier in Letland -
Bonaparti.lv -
Brainstorm -
Celloconcert (Vasks) -
Centrale Markt van Riga -
Cosmos -
Dievs, svētī Latviju -
Dona nobis pacem (Vasks) -
Dziesma -
F.L.Y. -
Fomins & Kleins -
Here We Go -
Hogeronderwijsinstellingen in Letland -
Koers (taal) -
Letgaals -
Letgallen (historisch volk) -
Letgallen (modern volk) -
Letland op het Eurovisiesongfestival -
Letland op het Junior Eurovisiesongfestival -
Lets -
Letse Wikipedia -
Lets Nationaal Kunstmuseum -
Letten -
Lijfs -
Lijfse kust -
Lijven -
Limuzīns Jāņu nakts krāsā -
Mis (Vasks) -
Musiqq -
Muziek voor piano, strijkers en pauken (Plakidis) -
New Wave (festival) -
Onzevader (Vasks) -
Pa ceļam aizejot -
PeR -
Pērkons -
Pirates of the Sea -
Plainscapes (Vask) -
Ridderorden in Letland -
Rīgas sargi -
Sapņu komanda 1935 -
Selen -
Skyforger -
The Soviet Story -
Stradina Universiteit Riga -
Strijkkwartet nr. 4 (Vasks) -
Symfonie nr. 3 (Vasks) -
Technische Universiteit Riga -
Triana Park -
Universiteit Daugavpils -
Universiteit van Letland -
Universiteit van Liepāja -
Valters & Kaža -
Vlag van Koerland -
Vlag van Letland -
Vlaggen van Letland -
Vlaggen van Letse gemeenten -
Volkslied van de Letse SSR -
Wapen van Letland -
Werelderfgoed in Letland -
Zīles ziņa (Vasks)

## Economie
Aldaris (bier) -
Baltic Beverages Holding -
Baltische Tijgers -
Bank van Letland -
Banken in Letland -
Bier in Letland -
Brouwerij Aldaris –
Centrale Markt van Riga -
Cēsu (bier) -
Cēsu Alus -
Citadele banka –
Energiecentrale Pļaviņas -
Hansabank -
Lāčplēsis (bier) -
Latvenergo -
Letse euromunten -
Letse lats -
Letse roebel -
Līvu Alus -
Līvu (bier) -
Ostmark -
Ostrubel -
Rīga (motorfietsmerk) -
Rīgas Autobusu Fabrika -
Russo-Baltique -
Sarkanā Zvaigzne -
SEB Banka -
Skandinaviska Enskilda Banken -
Swedbank -
Waterkrachtcentrale Ķegums -
Waterkrachtcentrale Riga

## Gebouwen en monumenten
Centrale Markt van Riga -
Dom van Riga -
Drie broers (Riga) -
Fort van Daugavpils -
Jānis Lipke-museum -
Kasteel Aizkraukle -
Kasteel van Bauska -
Kasteel Cēsis -
Kasteel van Ludza -
Kastelen in Letland -
Kerk van de Onbevlekte Ontvangenis (Daugavpils) -
Kruittoren (Riga) -
Lets Nationaal Kunstmuseum -
Lets oorlogsmuseum -
Museum van de bezetting van Letland -
Nationale Bibliotheek van Letland -
Paleis Rundāle -
Petrikerk (Riga) -
Radio- en televisietoren van Riga -
Radiotelescoop van Ventspils -
Sint-Joriskerk (Riga) -
Sint-Nicolaaskathedraal (Liepāja) -
Slot van Riga -
Vrijheidsmonument (Riga) -
Werelderfgoed in Letland -
Zunda Towers -
Zwarthoofdenhuis (Riga)

## Geschiedenis
Baltische Duitsers -
Baltische gouvernementen -
Baltische Weg -
Beleg van Riga (1621) -
Beleg van Riga (1656) -
Bloedbad van Rumbula -
Concentratiekamp Salaspils -
Geborsteldkeramiekcultuur -
Geschiedenis van Letland -
Getto van Riga -
Gouvernement Koerland -
Gouvernement Riga -
Grote Noordse Oorlog -
Hertogdom Koerland en Semgallen -
Hertogdom Koerland en Semgallen (1918)  -
Hertogdom Lijfland -
Iskolat -
Kaiserwald -
Karosta -
Koeren -
Koerland -
Koerlandse Gambia -
Koerse koloniën -
Kroniek van Hendrik van Lijfland -
Kundacultuur -
Latvijas Tautas fronte -
Letgallen (historisch volk) -
Letgallen (modern volk) -
Letse Communistische Partij -
Letse lats -
Letse Onafhankelijkheidsoorlog -
Letse roebel -
Letse Schutters -
Letse Socialistische Sovjetrepubliek -
Letse Socialistische Sovjetrepubliek (1918-1920) -
Lijfland -
Lijflandse Confederatie -
Lijflandse Oorlog -
Lijflandse Orde -
Lijfs -
Lijven -
Molotov-Ribbentroppact -
Narvacultuur -
Nieuw-Koerland -
Noordelijke Kruistochten -
Ober-Ost -
Opperste Sovjet van de Letse Socialistische Sovjetrepubliek -
Orde van de Zwaardbroeders -
Ostmark -
Ostrubel -
Prinsbisdom Koerland -
Prinsbisdom Riga -
Pytalovo -
Referendum in Letland (2008) -
Republiek Letland (1918-1940) -
Resolutie 710 Veiligheidsraad Verenigde Naties -
Rijkscommissariaat Ostland -
Russisch-Zweedse Oorlog (1656-1658) -
Selen -
Selië -
Semgaals -
Semgallen (volk) -
Slag bij Aizkraukle -
Slag bij Gemauerthof -
Slag bij Kirchholm -
Slag bij Riga (1917) -
Slag bij Saule -
Staatshoofden van Letland -
Tālava -
Terra Mariana -
Slag bij Riga (1917) -
Venden -
Verdrag van Valiesar -
Verenigd Baltisch Hertogdom -
Vlag van Koerland -
Vorstendom Jersika -
Vorstendom Koknese -
Vrede van Brest-Litovsk -
Vrede van Kardis -
Vrede van Nystad -
Vrede van Riga (1920) -
Wendensche Kreispost -
Woiwodschap Lijfland -
Woudbroeders -
Zingende revolutie -
Zweeds Lijfland

## Media
Latvijas Radio -
Latvijas Televīzija

## Personen
Personen uit Riga

### Personen: Criminaliteit
Eduard Berzin -
Kaspars Petrovs

### Personen: Cultuur
Inga Alsiņa -
Aija Andrejeva -
Anmary -
Vic Anselmo -
Iveta Apkalna -
Jutta Balk -
Intars Busulis -
Vilis Daudziņš -
Ēriks Ešenvalds -
Mārtiņš Freimanis -
Artūrs Grīnups -
Philipp Hirshhorn -
Jānis Ivanovs -
Mariss Jansons -
Dina Joffe -
Nora Kalna -
Alfrēds Kalniņš -
Jānis Kalniņš -
Renārs Kaupers -
Jēkabs Kazaks -
Andris Keišs -
Jānis Ķepītis -
Elita Kļaviņa -
Gidon Kremer -
Šarlote Lēnmane -
Mischa Maisky -
Marie N -
Arnis Mednis -
Andris Nelsons -
Kārlis Padegs -
Pēteris Plakidis -
Rainis -
Janis Rozentāls -
Tania Russof -
Aminata Savadogo -
Justs Sirmais -
Baiba Skride -
Ādolfs Skulte -
Ksenia Solo -
Pēteris Vasks -
Jāzeps Vītols -
Guna Zariņa -
Rihards Zariņš

### Personen: Denksport
Andris Andreiko -
Rolands Bērziņš -
Vitalia Doumesh -
Daniël Fridman -
Zoja Golubeva -
Lev Gutman -
Edvins Kengis -
Janis Klovans -
Oleg Krivonosov -
Arnolds Luckans -
Viesturs Meijers -
Normunds Miezis -
Arturs Neiksans -
Aaron Nimzowitsch -
Igor Rausis -
Vitalijs Samolins -
Alexander Shabalov -
Andrei Sokolov -
Ilmars Starostits -
Jevgeni Svesjnikov -
Michail Tal -
Guntis Valneris -
Alek Wojtkiewicz

### Personen: Economie
Henry Stolow

### Personen: Geschiedenis
Anna van Rusland -
Ernst Johann Biron -
Peter Biron -
Lodewijk Ernst van Brunswijk-Lüneburg-Bevern -
Kaupo -
Frederik Kettler (1569-1642) -
Frederik Casimir Kettler -
Frederik Willem Kettler -
Godhard Kettler (1517-1587) -
Jacob Kettler -
Willem Kettler (1574-1640)

### Personen: Leger en paramilitairen
Pavel Bermondt-Avalov -
Eduard Berzin

### Personen: Politiek
Andris Bērziņš -
Valdis Dombrovskis -
Ivars Godmanis -
Sandra Kalniete -
Aigars Kalvītis -
Augusts Kirhenšteins -
Guntars Krasts -
Egils Levits -
Andris Piebalgs -
Boris Poego -
Edgars Rinkēvičs -
Laimdota Straujuma -
Pēteris Stučka -
Guntis Ulmanis -
Kārlis Ulmanis -
Raimonds Vējonis -
Vaira Vīķe-Freiberga -
Valdis Zatlers -
Roberts Zīle

### Personen: Rechtspraak
Uldis Ķinis -
Mārtiņš Mits -
Anita Ušacka

### Personen: Religie
Albert van Riga -
Bernhard II van Lippe -
Berthold van Hannover -
Jānis Matulis -
Meinhard van Segeberg -
Ēriks Mesters -
Eduard O'Rourke -
Jānis Pujāts -
Gustavs Tūrs -
Julijans Vaivods

### Personen: Sport
Agnese Āboltiņa -
Aleksandrs Anufrijevs -
Raivis Belohvoščiks -
Jelena Berezjnaja -
Alfons Bērziņš -
Māris Bogdanovičs -
Raivis Broks -
Konstantīns Calko -
Aleksandrs Cauņa -
Jānis Daliņš -
Līga Dekmeijere -
Vadims Direktorenko -
Daumants Dreiškens -
Kaspars Dubra -
Martins Dukurs -
Tomass Dukurs -
Liene Fimbauere -
Andžs Flaksis -
Lelde Gasūna -
Kaspars Gorkšs -
Kristaps Grebis -
Jānis Grīnbergs -
Ernests Gulbis -
Laura Ikauniece -
Inese Jaunzeme -
Pauls Jonass -
Andis Juška -
Žanna Juškāne -
Mārcis Kalniņš -
Ģirts Karlsons -
Oskars Ķibermanis -
Aleksandrs Koļinko -
Dainis Kūla -
Afanasijs Kuzmins -
Vairis Leiboms -
Madara Līduma -
Arvis Liepiņš -
Emīls Liepiņš -
Ilonda Lūse -
Helvijs Lūsis -
Jānis Lūsis -
Vitālijs Maksimenko -
Oskars Melbārdis -
Oļegs Meļehs -
Elvis Merzlikins -
Igors Miglinieks -
Jānis Mustafejevs -
Andris Naudužs -
Larisa Neiland -
Krists Neilands -
Gabriela Ņikitina -
Pjotr Oegroemov -
Staņislavs Olijars -
Mārtiņš Onskulis -
Jeļena Ostapenko -
Kaspars Ozers -
Elvīra Ozoliŋa -
Dainis Ozols -
Marian Pahars -
Jānis Paipals -
Arvis Piziks -
Lelde Priedulēna -
Jeļena Prokopčuka -
Ineta Radēviča -
Ēriks Rags -
Andrejs Rastorgujevs -
Madars Razma -
Andris Reinholds -
Andris Reiss -
Renārs Rode -
Roberts Rode -
Mārtiņš Rubenis -
Artjoms Rudņevs -
Valērijs Šabala -
Aleksejs Saramotins -
Harald Schlegelmilch -
Oeljana Semjonova -
Anastasija Sevastova -
Andris Šics -
Juris Šics -
Haralds Silovs -
Juris Silovs (wielrenner) -
Ralfs Sirmacis -
Zigismunds Sirmais -
Toms Skujiņš -
Andris Smirnovs -
Gatis Smukulis -
Igors Stepanovs -
Jānis Strenga -
Māris Štrombergs -
Elīza Tīruma -
Andris Treimanis -
Romāns Vainšteins -
Andris Vaņins -
Vadims Vasiļevskis -
Herberts Vasiļjevs -
Māris Verpakovskis -
Gundars Vētra -
Igors Vihrovs -
Arvis Vilkaste -
Jānis Vinters -
Eduards Višņakovs -
Andris Vosekalns -
Olga Zadvornova -
Kristaps Zvejnieks

### Personen: Wetenschap
Piers Bohl -
Juris Hartmanis -
Karlis Irbitis -
Embrik Strand -
Marger Vestermanis

## Politiek en bestuur
Bestuurlijke indeling van Letland -
Eenheid (Letse politieke partij) -
Harmonie Centrum -
ISO 3166-2:LV -
Kabinet-Godmanis I -
Latvijas Pirmā partija/Latvijas Ceļš -
Latvijas Tautas fronte -
Latvijas Zaļā partija -
Lets kabinet -
Letse Communistische Partij -
Letse ministeries -
Premiers van Letland -
Ministerie van Binnenlandse Zaken -
Ministerie van Buitenlandse Zaken -
Ministerie van Financiën -
Nieuw Tijdperk Partij -
Opperste Sovjet van de Letse Socialistische Sovjetrepubliek -
Pilsoniskā savienība -
Referendum in Letland (2008) -
Russische Unie van Letland -
Saeima -
Socialistische Partij van Letland -
Staatshoofden van Letland -
Voor Vaderland en Vrijheid/LNNK

## Rampen
Letse rampen

## Religie
Aartsbisdom Riga -
Bisdom Jelgava -
Bisdom Liepāja -
Bisdom Rēzekne-Aglona -
Katholieke Kerk in Letland -
Letse Evangelisch-Lutherse Kerk

## Sport
1. līga -
Alpha Baltic-Maratoni.lv -
ASK Riga -
SK Babīte -
Badmintonfederatie Letland -
Baltische Beker -
BFC Daugavpils -
SK Blāzma -
FK Daugava Daugavpils -
FK Daugava Riga (1944) -
FK Daugava Riga (2003) -
Deelnemers UEFA-toernooien Letland -
Dinaburg FC -
FB Gulbene -
FK Ilūkste -
Interlands Lets voetbalelftal 1990-1999 -
Interlands Lets voetbalelftal 2000-2009 -
Interlands Lets voetbalelftal 2010-2019 -
FK Jaunība Rīga -
FK Jelgava -
FC Jūrmala -
Jurmala GP -
SV Kaiserwald Riga -
Letland op de Olympische Spelen -
Letland op de Paralympische Spelen -
Lets basketbalteam (mannen) -
Lets basketbalteam (vrouwen) -
Lets curlingteam (mannen) -
Lets curlingteam (vrouwen) -
Lets honkbalteam -
Lets kampioenschap wielrennen op de weg -
Lets voetbalelftal -
Lets voetballer van het jaar -
Lets voetbalelftal (vrouwen) -
Letse ijshockeyploeg -
Letse voetbalbond -
FK Liepāja -
FS METTA/Latvijas Universitāte -
Olimpia Riga -
JFK Olimps -
FK Pārdaugava Riga -
Rally van Liepāja-Ventspils 2013 -
FK RFS -
Rietumu Banka-Riga -
FK Riga -
Riga FC -
Riga GP -
Riga Masters -
Rīgas FK -
Siguldas bobsleja un kamaniņu trase -
Skonto FC -
Skontostadion -
FK Spartaks Jūrmala -
Spelers van het Letse voetbalelftal -
FC Tranzit -
TTT Riga -
BK VEF Riga -
FK Ventspils -
Virslīga

## Vervoer
airBaltic -
Gulbenes-Alūksnes banitis -
Hoofdwegen -
Inversija -
KS Avia -
Luchthaven Riga -
Rail Baltica -
RAF-Avia -
Regionale wegen -
SmartLynx Airlines -
Spoorlijn Stende-Ventspils -
Station Gulbene -
Tram van Daugavpils -
Tram van Liepaja -
Tram van Riga -
Vliegvelden in Letland -
Wegen in Letland

## Wetenschap
Geodetische boog van Struve -
Hogeronderwijsinstellingen in Letland -
ISO 3166-2:LV -
Stradina Universiteit Riga -
Technische Universiteit Riga -
Universiteit Daugavpils -
Universiteit van Letland -
Universiteit van Liepāja